# Festivalový a kongresový palác v Cannes
Festivalový a kongresový palác v Cannes (francouzsky Palais des festivals et des congrès de Cannes) je budova navržená pro pořádání filmového festivalu v Cannes a dalších rozsáhlých akcí. Palác byl otevřen na konci roku 1982.

## Dějiny
Festival se v roce 1946 konal v městském kasinu. Následující ročníky (1947–1982) se konaly v Palais Croisette.
Festivalový palác se začal stavět v roce 1977 na základě mezinárodní soutěže, kterou vyhráli architekti Hubert Bennett a François Druet na místě bývalého městského kasina, aby nahradil Palais Croisette, který již potřebám festivalu nevyhovoval. Stavba vyžadovala dodatečný násep na moři. Její mohutný a hranatý vzhled jí vynesl přezdívku Bunkr. Podzemní části zasahují až pod prostranství a zahrady, které palác obklopují – Square Reynalda Hahna, upravená zahrada po zahradách kasina a pravidelná půlkruhová zahrada na nábřeží.
Jižně od paláce byla v roce 1999 vybudována promenáda a rotunda Riviera.
Palác má několik sálů, které se během festivalu používají pro oficiální soutěž: velké divadlo Louis Lumière s 2300 místy k sezení (soutěž, mimo soutěž, ceremoniály), Debussyho sál s 1000 místy k sezení (Un certain regard), sál Agnès Varda (do roku 2022 Salle du Soixantième, dočasná stavba sloužící k promítání výběru) a sály Buñuel a Bazin (Cannes Classics, Cinéfondation, masterclass). Palác má také prostor pro tiskové konference a prostor pro filmový trh.
Palácové schodiště, používané zejména při zahájení filmového festivalu v Cannes na červeném koberci, zahrnuje 24 schodů.

## Aktivity
Palác hostí od roku 1983 filmový festival v Cannes a po celý rok různé mezinárodní akce jako je filmový trh v Cannes, Mezinárodní trh hudebních vydavatelství, Mezinárodní trh televizních programů, nebo novější, jako například NRJ Music Awards, Mezinárodní herní festival, Mobile World Congress nebo Festival interaktivní a digitální zábavy.
V paláci se též konal slavnostní ceremoniál Miss France 2006 nebo summit G20 v roce 2011.
Divadlo Debussy je jedním z koncertních sálů Národního orchestru v Cannes.
Cannes Urban Trail, běžecký závod pořádaný každoročně v Cannes a okolí, končí výstupem 3000 účastníků po schodech a během kolem paláce.

## Zázemí
V paláci se nachází velké podzemní parkoviště, výstavní, konferenční a koncertní sály, včetně velkokapacitního festivalového sálu. Je zde také kasino Barrière le Croisette.